# Ліббі (Монтана)
Ліббі (англ. Libby) — місто (англ. city) в США, адміністративний центр округу Лінкольн на північному заході штату Монтана. Населення — 2775 осіб (2020). За оцінкою 2012 року чисельність населення міста становить 2688 осіб.

## Географія
Ліббі розташоване між гірськими хребтами Кабінет (на півдні) та Перселл (на півночі), на території національного лісу Кутеней. Місто розташоване на березі річки Кутеней, нижче греблі Ліббі, на висоті 639 м над рівнем моря.
Ліббі розташоване за координатами 48°23′11″ пн. ш. 115°33′24″ зх. д. / 48.38639° пн. ш. 115.55667° зх. д. (48.386437, -115.556678).  За даними Бюро перепису населення США в 2010 році місто мало площу 5,04 км², з яких 4,95 км² — суходіл та 0,09 км² — водойми.

### Клімат
Клімат Ліббі характеризується як помірно-континентальний. Річна норма опадів становить близько 470 мм.
| Клімат : Ліббі                     | Клімат : Ліббі | Клімат : Ліббі | Клімат : Ліббі | Клімат : Ліббі | Клімат : Ліббі | Клімат : Ліббі | Клімат : Ліббі | Клімат : Ліббі | Клімат : Ліббі | Клімат : Ліббі | Клімат : Ліббі | Клімат : Ліббі | Клімат : Ліббі |
| Показник                           | Січ.           | Лют.           | Бер.           | Квіт.          | Трав.          | Черв.          | Лип.           | Серп.          | Вер.           | Жовт.          | Лист.          | Груд.          | Рік            |
| Абсолютний максимум, °C            | 13,3           | 18,3           | 23,9           | 32,2           | 38,9           | 41,1           | 43,3           | 42,8           | 40,6           | 31,7           | 22,8           | 18,3           | 43,3           |
| Середній максимум, °C              | 0,8            | 5,2            | 11,1           | 16,9           | 22,0           | 26,1           | 30,2           | 30,4           | 24,0           | 15,0           | 5,0            | 0,6            | 15,7           |
| Середня температура, °C            | −3,4           | −0,1           | 4,1            | 8,3            | 12,8           | 16,6           | 19,6           | 19,4           | 14,1           | 7,8            | 1,3            | −2,8           | 8,2            |
| Середній мінімум, °C               | −7,7           | −5,4           | −2,9           | −0,3           | 3,6            | 7,1            | 8,9            | 8,4            | 4,2            | 0,5            | −2,4           | −6,2           | 0,7            |
| Абсолютний мінімум, °C             | −43,3          | −38,3          | −28,9          | −20,6          | −11,1          | −4,4           | −1,1           | −3,3           | −10,6          | −21,7          | −32,8          | −39,4          | −43,3          |
| Норма опадів, мм                   | 50             | 37             | 33             | 27             | 41             | 43             | 33             | 26             | 26             | 35             | 61             | 56             | 468            |
| ---------------------------------- | -------------- | -------------- | -------------- | -------------- | -------------- | -------------- | -------------- | -------------- | -------------- | -------------- | -------------- | -------------- | -------------- |
| Джерело: NOAA (normals, 1971–2000) |                |                |                |                |                |                |                |                |                |                |                |                |                |

## Демографія
Згідно з переписом 2010 року, у місті мешкало 2628 осіб у 1252 домогосподарствах у складі 647 родин. Густота населення становила 521 особа/км².  Було 1416 помешкань (281/км²).
Расовий склад населення:
| - 95,9 % — білих - 1,1 % — корінних американців - 0,4 % — азіатів - 0,1 % — чорних або афроамериканців |

До двох чи більше рас належало 2,1 %. Частка іспаномовних становила 2,5 % від усіх жителів.
За віковим діапазоном населення розподілялося таким чином: 19,1 % — особи молодші 18 років, 58,4 % — особи у віці 18—64 років, 22,5 % — особи у віці 65 років та старші. Медіана віку мешканця становила 45,8 року. На 100 осіб жіночої статі у місті припадало 94,7 чоловіків;  на 100 жінок у віці від 18 років та старших — 91,6 чоловіків також старших 18 років.
Середній дохід на одне домашнє господарство  становив 45 472 долари США (медіана — 23 623), а середній дохід на одну сім'ю — 70 977 доларів (медіана — 35 365). Медіана доходів становила 38 571 долар для чоловіків та 28 086 доларів для жінок. За межею бідності перебувало 24,2 % осіб, у тому числі 19,0 % дітей у віці до 18 років та 15,5 % осіб у віці 65 років та старших.
Цивільне працевлаштоване населення становило 846 осіб. Основні галузі зайнятості: освіта, охорона здоров'я та соціальна допомога — 32,6 %, мистецтво, розваги та відпочинок — 11,1 %, науковці, спеціалісти, менеджери — 10,6 %.